# تشاك كوبر (كرة سلة)
تشاك كوبر (بالإنجليزية: Chuck Cooper) مواليد 29 سبتمبر 1926 في بيتسبرغ - الوفاة 05 فبراير 1984، كان لاعب كرة سلة أمريكي بدأ مسيرته الاحترافية في سنة 1950 وحمل الرقم 11 و15 و6. بلغ طوله 6 قدم 5 بوصة (2.0 م). اعتزل اللعب في 1956.

## فرق لعب لها
- بوسطن سيلتكس
- أتلانتا هوكس
- ديترويت بيستونز

## روابط خارجية
- تشاك كوبر على موقع إن بي أي (الإنجليزية)
- تشاك كوبر على موقع سبورتس رفرنس (الإنجليزية)
- تشاك كوبر على موقع كلية كرة السلة في سبورتس رفرنس.كوم (الإنجليزية)
- تشاك كوبر على موقع ريلجم (الإنجليزية)
- تشاك كوبر على موقع بروبوليرز (الإنجليزية)